# 西德尼·薩姆
西德尼·薩姆（德語：Sidney Sam；1988年1月31日—）是一位德國足球運動員，在場上的位置是前鋒。他現在為自由身。他也曾代表德國國家足球隊。